# 戦略計画エグゼクター
戦略計画エグゼクター（せんりゃくけいかく - ）は、ウイング社から発売されているシリーズの玩具である。

## 登場メカ

### 防衛軍（エグゼクター）
ストライガー1
戦闘機。ダブルストライガーの上半身になる
ストライガー2
戦闘機。ダブルストライガーの下半身になる
ダブルストライガー
ストライガー1とストライガー2が合体して誕生するロボット。
ドラッグ8
自動車。ダブルドラッグの上半身になる。
ドラッグ7
オートバイ。ダブルドラッグの下半身になる。
ダブルドラッグ
ドラッグ7とドラッグ8が合体して誕生するロボット。
ブラッド10
戦闘機。ダブルブラッドの上半身になる。
ブラッド9
戦車。ダブルブラッドの下半身になる。
ダブルブラッド
ブラッド10とブラッド9が合体して誕生するロボット。
これらのマシンはそれぞれクロス変形合体させることが可能。
ロードボクサー
エグゼクターメカの指揮官。変形合体はしない。
ライダー1
フレームバギー。ロードライダーの背部になる。
ライダー2
フレームバギー。ロードライダーの胸部になる。
ライダー3
フレームバギー。ロードライダーの脚部になる。
ロードライダー
ロードボクサーの兄弟ロボット。3体のフレームバギーが合体して誕生するロボット。
ギャット
オートバイ型のロードボクサーのサポートマシン。
モンスター4
戦車。サバイバルモンスターの頭と腕になる。
モンスター5
ジープ。サバイバルモンスターの胸部になる。
モンスター6
ロケットランチャー。サバイバルモンスターの脚部になる。
サバイバルモンスター
モンスター4、モンスター5、モンスター6が合体して誕生するロボット。
ランドハリケーン
電動風力マシーンに変形する。ロボット形態では、卓上扇風機として使用可能。
ランドサイクロン
電動吸引マシーンに変形する。ロボット形態では、卓上クリーナーとして使用可能。